# خواهر امانوئل
خواهر امانوئل (به فرانسوی: Sœur Emmanuelle) در بلژیک به دنیا آمد و در سال ۲۰۰۸ در فرانسه درگذشت. وی به عنوان یکی از نیکوکارترین بانوان فرانسوی مشهور می‌باشد و به او خواهر فقرا می‌گویند .

## کودکی
در ۱۶ نوامبر ۱۹۰۸ از مادری بلژیکی و پدری فرانسوی در خانوادهای مرفه در بروکسل به دنیا آمد و مادلن  نام گرفت. کودکی را در بروکسل و پاریس و لندن گذراند و در ۶ سالگی پدرش را از دست داد. این واقعه وی را بسیار متالم کرد و از همان زمان وی را به طرف خدا و مذهب سوق داد. در ۱۴ سالگی با افکار رهبر روحانیش بلیز پاسکال آشنا شد.

## تحصیلات و مشاغل
در سال ۱۹۲۹ به جامعه نوتردام صهیون پیوست و به مطالعه مباحث مذهبی و فلسفی پرداخت. ۲ سال پس از آن و پس از اتمام این دوره تحصیلی تصمیم گرفت صومعه‌نشین شود و نام امانوئل را برگزید . اولین مأموریتی وی تدریس در یک مدرسه دخترانه در یک محله فقیرنشین استانبول بود. همزمان با تدریس به تحصیل در دانشگاه استانبول پرداخت و اسلام و بودایی را مطالعه کرد. چند سال پس از آن در ۱۹۴۸ از دانشگاه سوربن لیسانس ادبیات کلاسیک گرفت و به جمع اندک زنانی پیوست که تا آن زمان به دریافت این مدرک نائل گردیده بودند. وی نزدیک به چهل سال درکشورهای ترکیه و تونس و مصر به حرفه دبیری در مدارسی اشتغال داشت که توسط جامعه نوتردام صهیون تأسیس شده بودند.

## امور خیریه
در سال ۱۹۷۱ بازنشسته شد و بلافاصله به امور خیریه پرداخت و برای این امر در محله حلبی نشینان قاهره اقامت گزید. از آن هنگام تا سال ۱۹۹۳ به کشورهای مختلف سفر کرده و برای اجرای پروژههای خود پول جمع می‌کرد.در سال ۱۹۹۳ و در سن ۸۵ سالگی به فرانسه برگشت ولی با وجود کهولت به فعالیتهایش برای کمک به حلبی نشینان ادامه داد.از وی ۱۸ اثر ادبی باقی‌مانده که نیمی از آن را به تنهایی برشته تحریر درآورده و در نوشتن بقیه شرکت کردهاست. وی چندین بار به دریافت جوایزی مختلف نائل شد که همگی را در راه اهداف بشردوستانه خرج کرد.